# Lipton International Players Championships 1990
Lipton International Players Championships 1990 — тенісний турнір, що проходив на відкритих кортах з твердим покриттям. Належав до серії ATP Super 9 в рамках Туру ATP 1990 і турнірів 1-ї категорії в рамках Туру WTA 1990. І чоловічі, і жіночі змагання відбулись у Tennis Center at Crandon Park у Кі-Біскейні (США). Відбувсь ушосте і тривав з 12 до 26 березня 1990 року.

## Переможці та фіналісти

### Одиночний розряд, чоловіки
Андре Агассі —  Стефан Едберг 6–1, 6–4, 0–6, 6–2
- Для Агассі це був 2-й титул за сезон і 10-й - за кар'єру.

### Одиночний розряд, жінки
Моніка Селеш —  Юдіт Візнер 6–1, 6–2
- Для Селеш це був 1-й титул за рік і 2-й - за кар'єру.

### Парний розряд, чоловіки
Рік Ліч /  Джим П'ю —  Борис Бекер /  Кассіу Мотта 6–4, 3–6, 6–3

### Парний розряд, жінки
Яна Новотна /  Гелена Сукова —  Бетсі Нагелсен /  Робін Вайт 6–4, 6–3